# C/1986 E1 (Shoemaker)
C/1986 E1 (Shoemaker) est une comète à longue période.

## Orbite
C/1986 E1 une comète à longue période, qui a une orbite très excentrique, elle fait le tour du Soleil en 555 ans environ. Son aphélie est à 131 UA du Soleil et son périhélie est à 3,59 UA du Soleil.

## Découverte
Elle a été découverte par Carolyn S. Shoemaker et Eugene M. Shoemaker en 1986 et fut désignée C/1986 E1 (Shoemaker).